# Vernonia golungensis
Vernonia golungensis là một loài thực vật có hoa trong họ Cúc. Loài này được Welw. ex Mendonça miêu tả khoa học đầu tiên năm 1943.